# Tor regatowy w Bydgoszczy

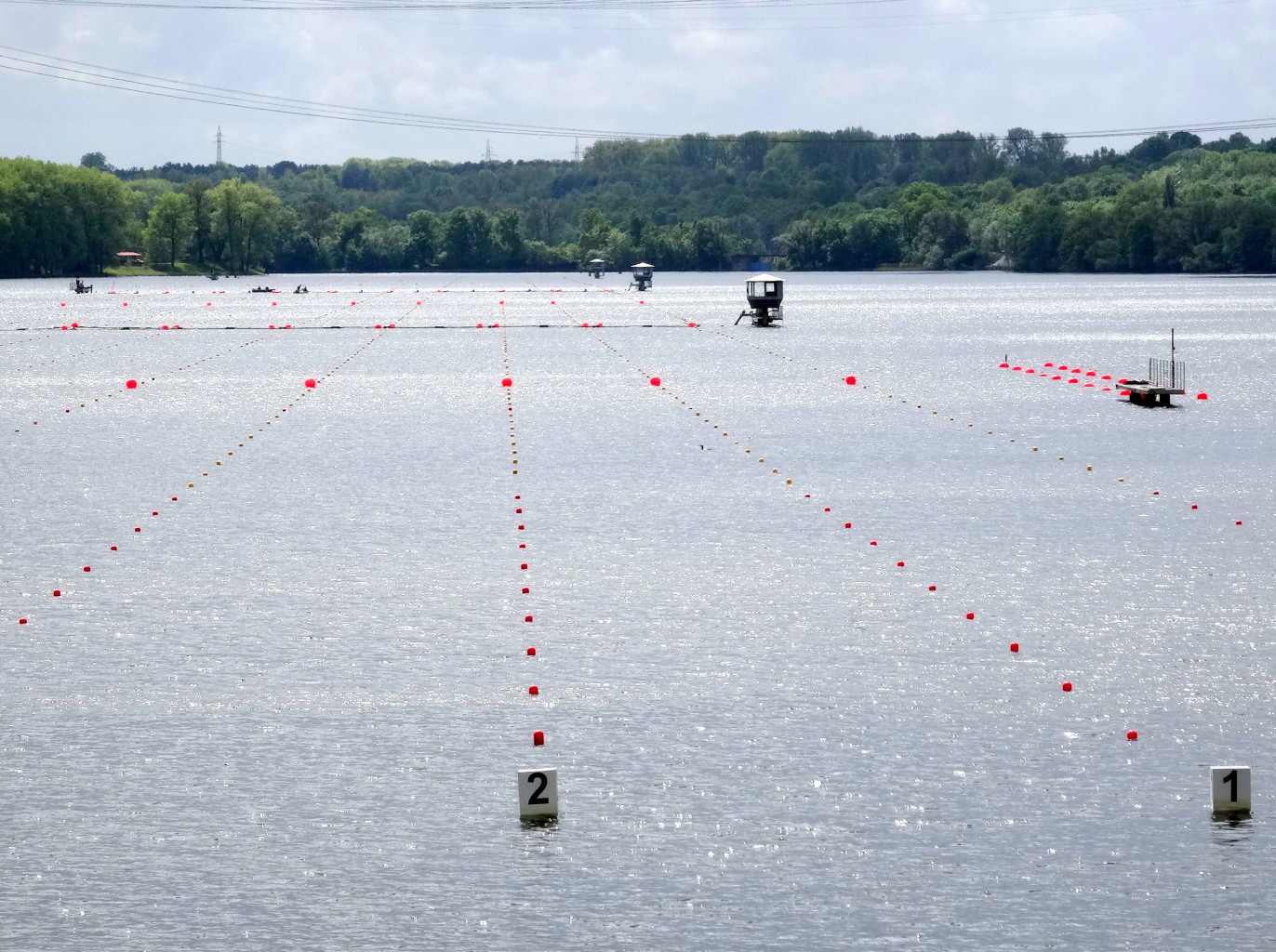
Tory wodne

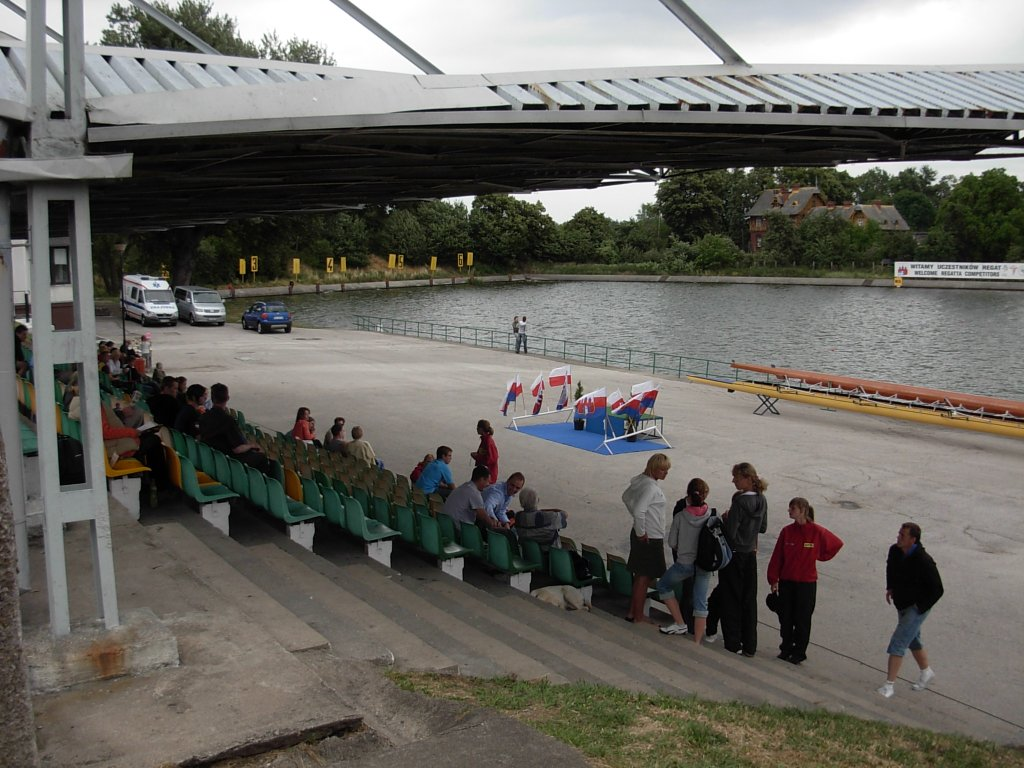
Trybuny kryte

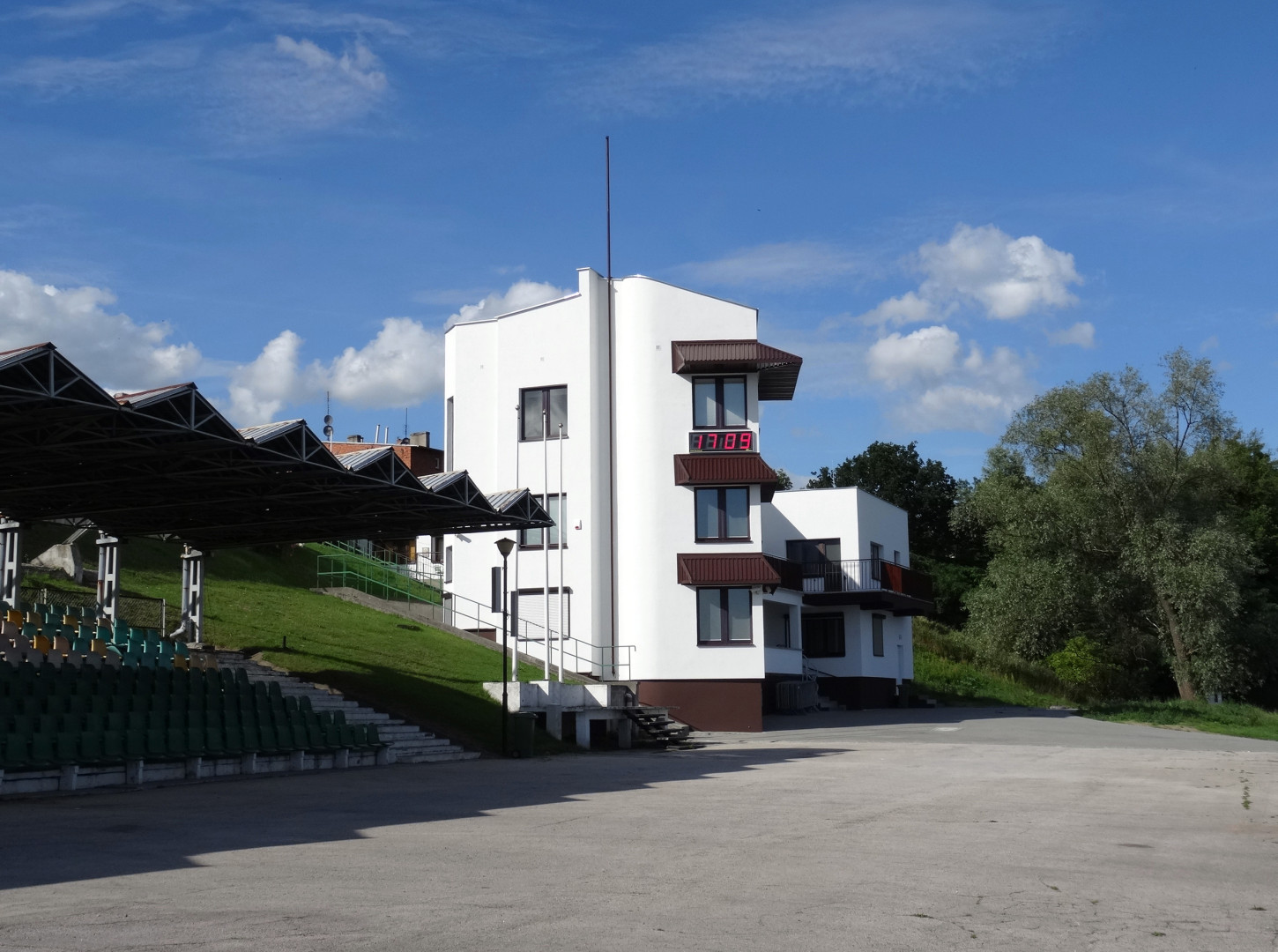
Wieża sędziowska

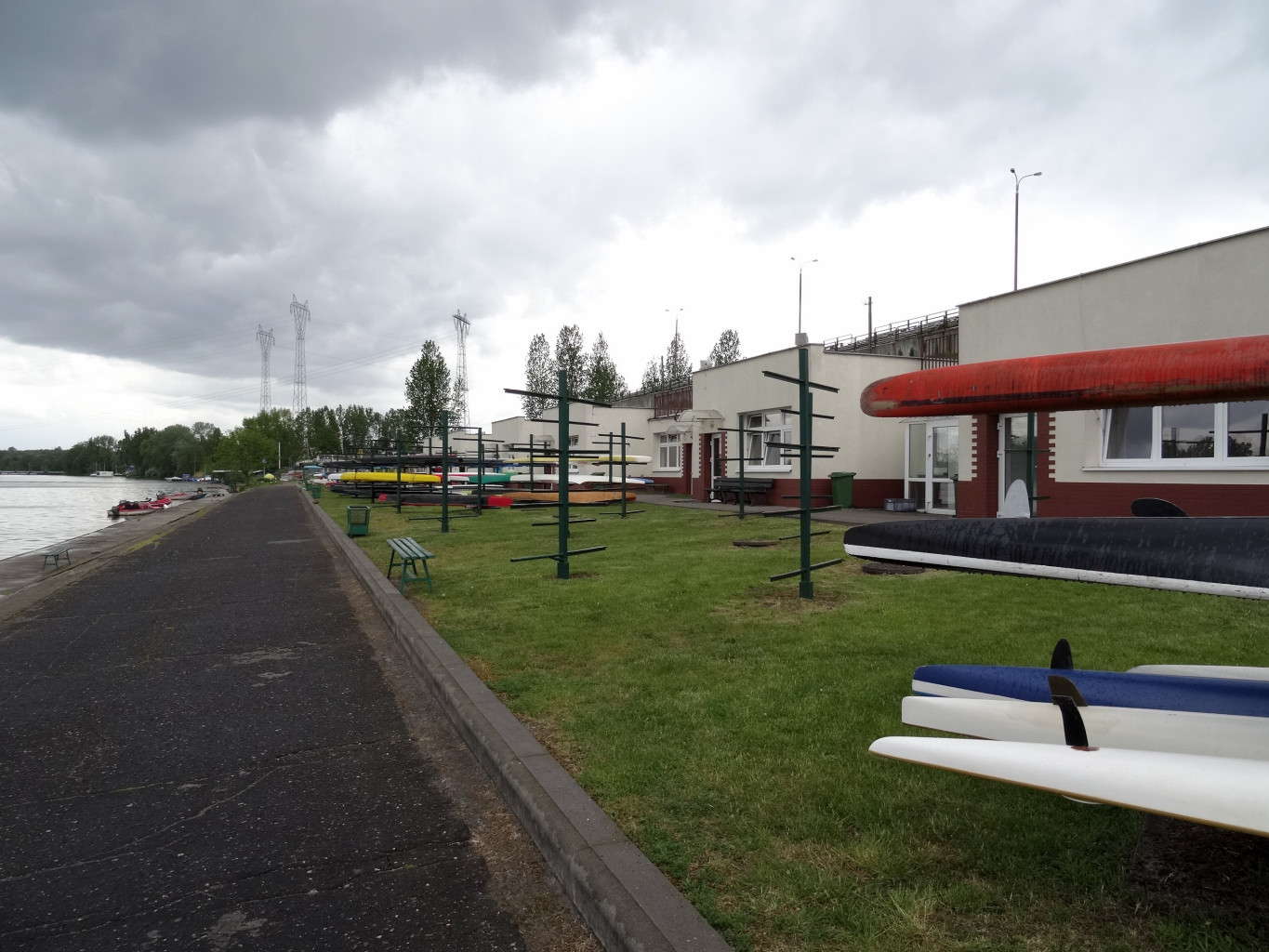
Stojaki dla łodzi oraz hangary

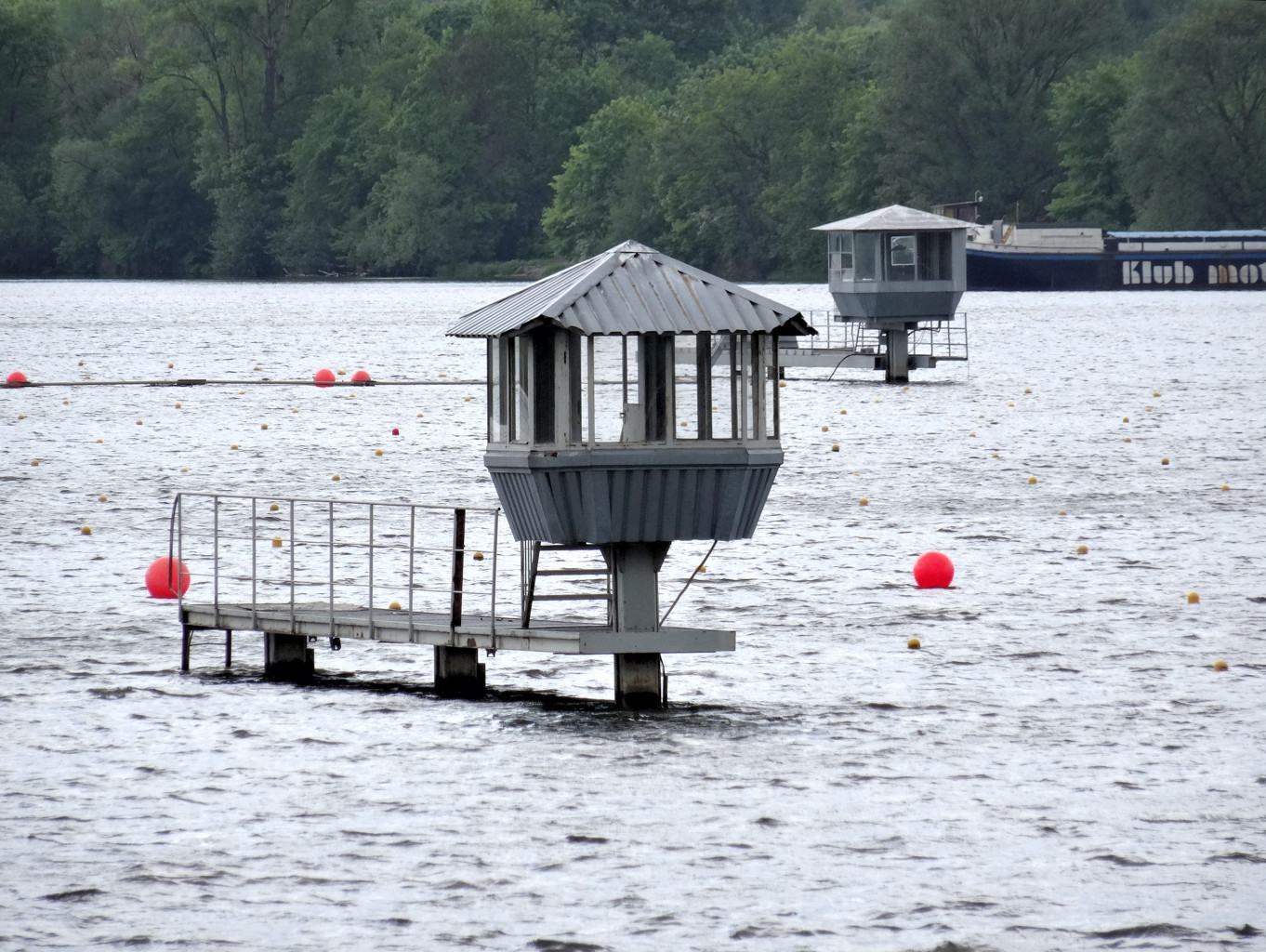
Wyposażenie toru

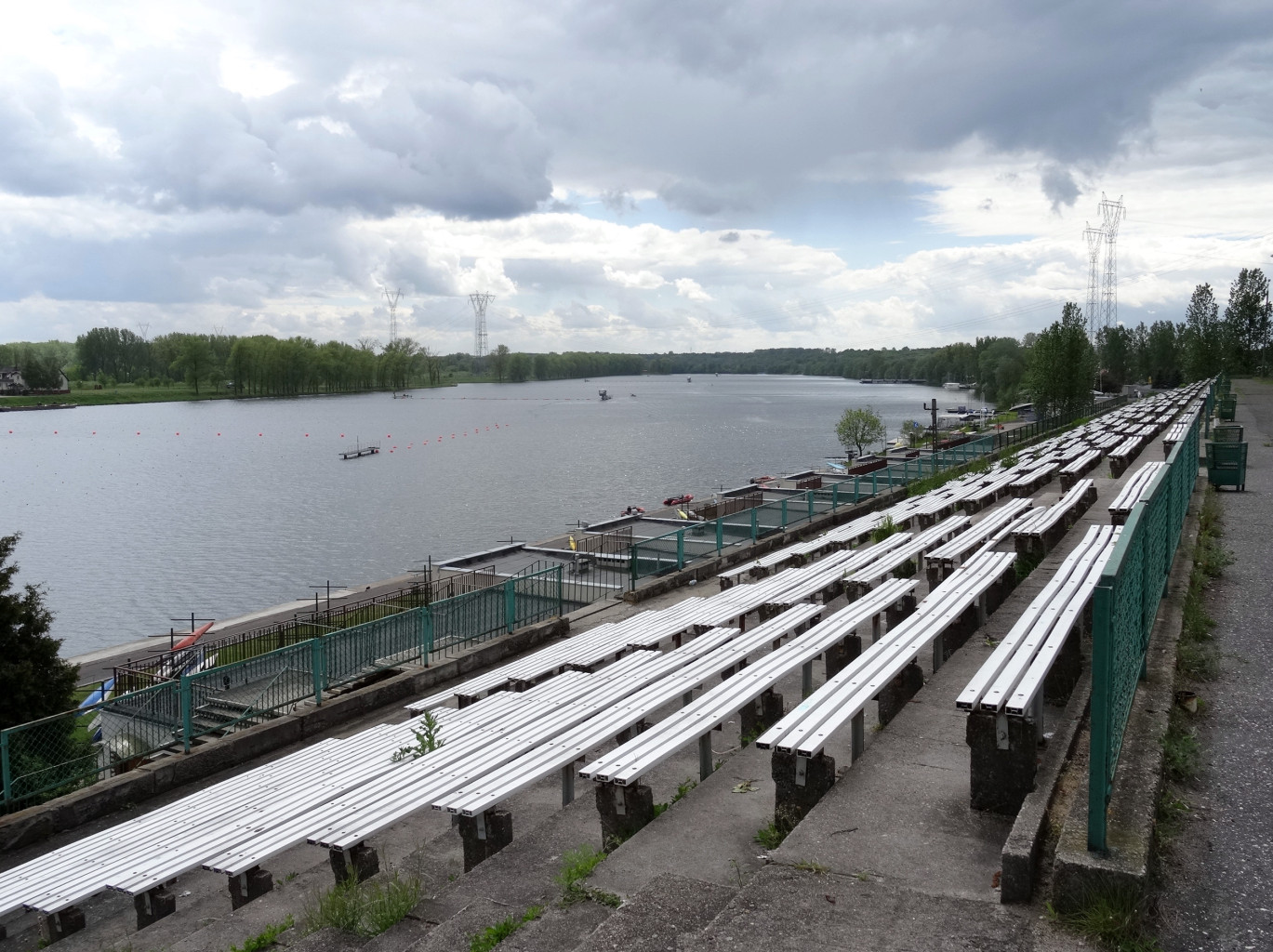
Trybuny otwarte

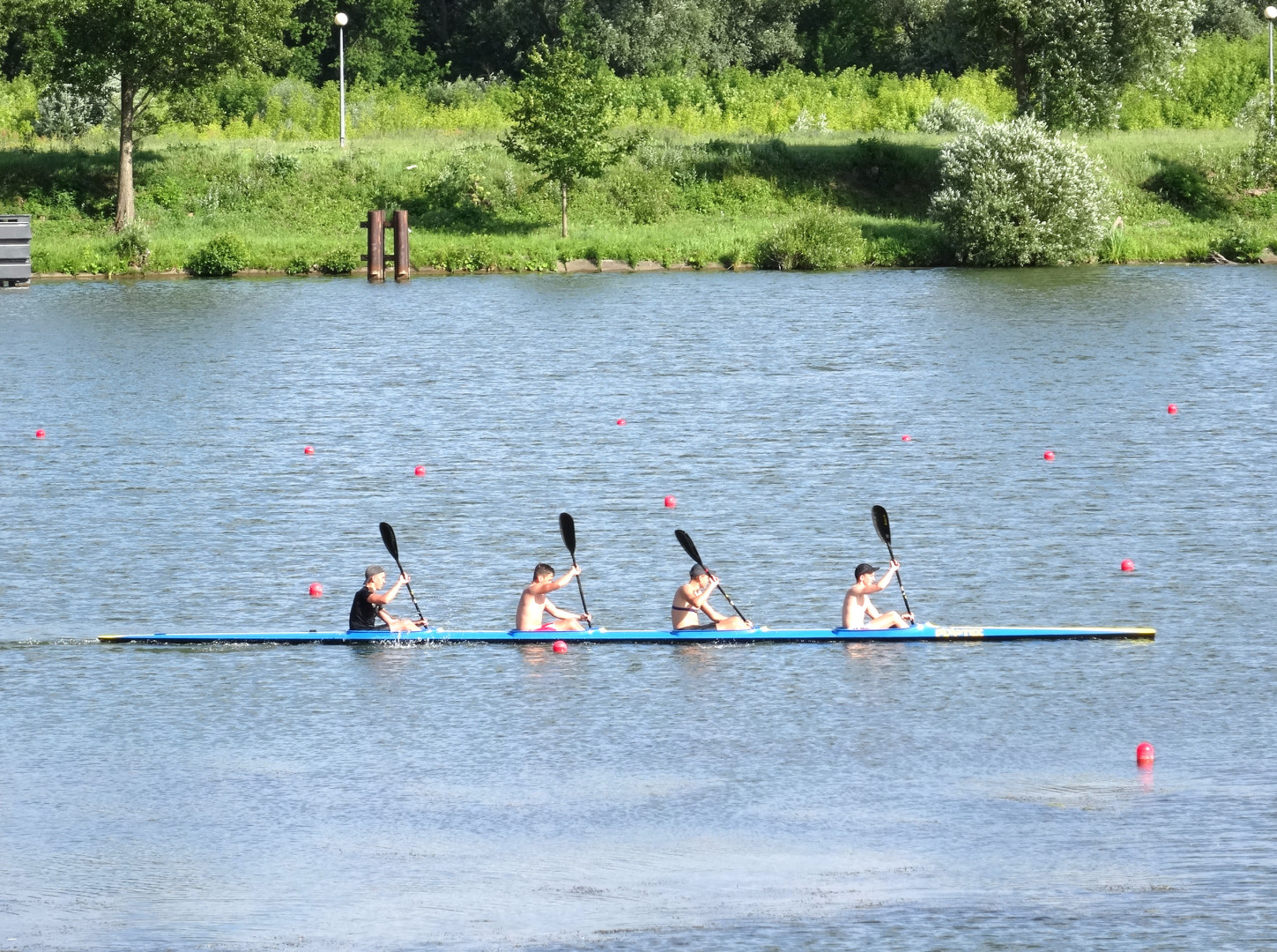
Trening kajakarzy

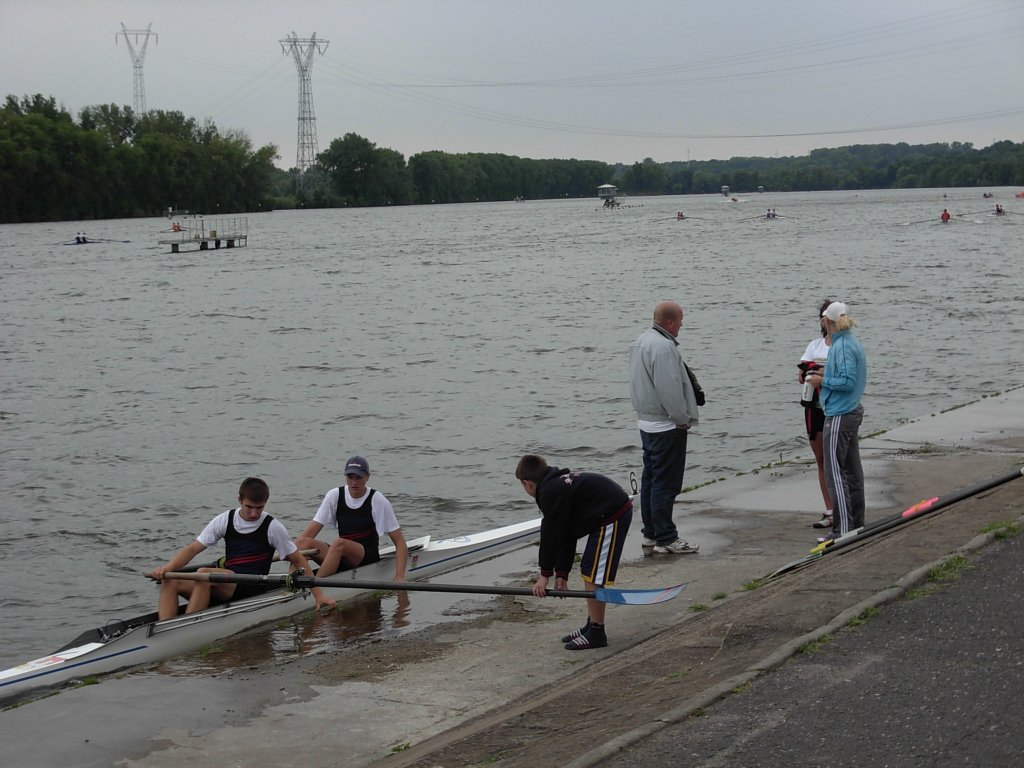
Podczas zawodów

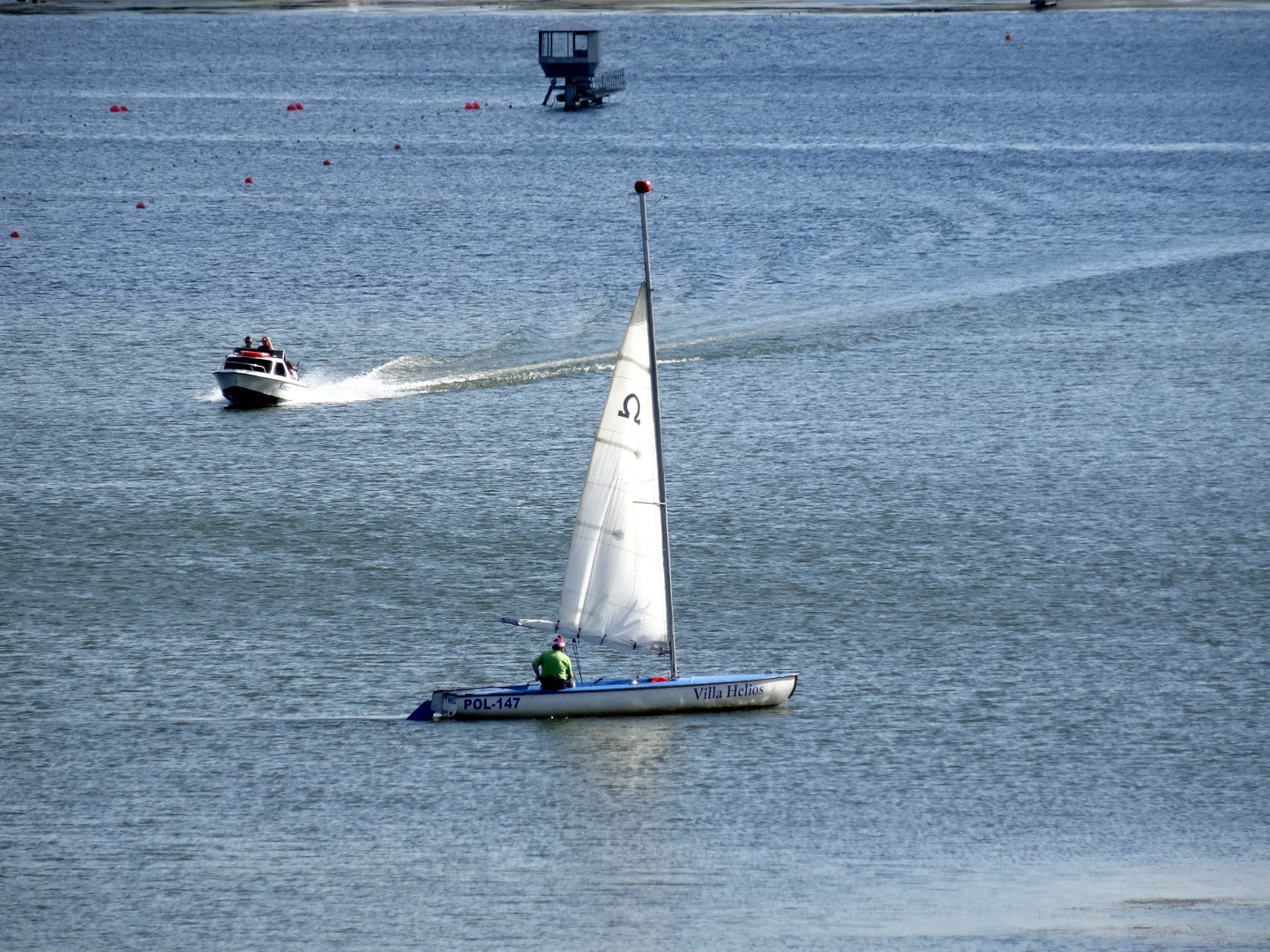
Akwen służy także do żeglowania

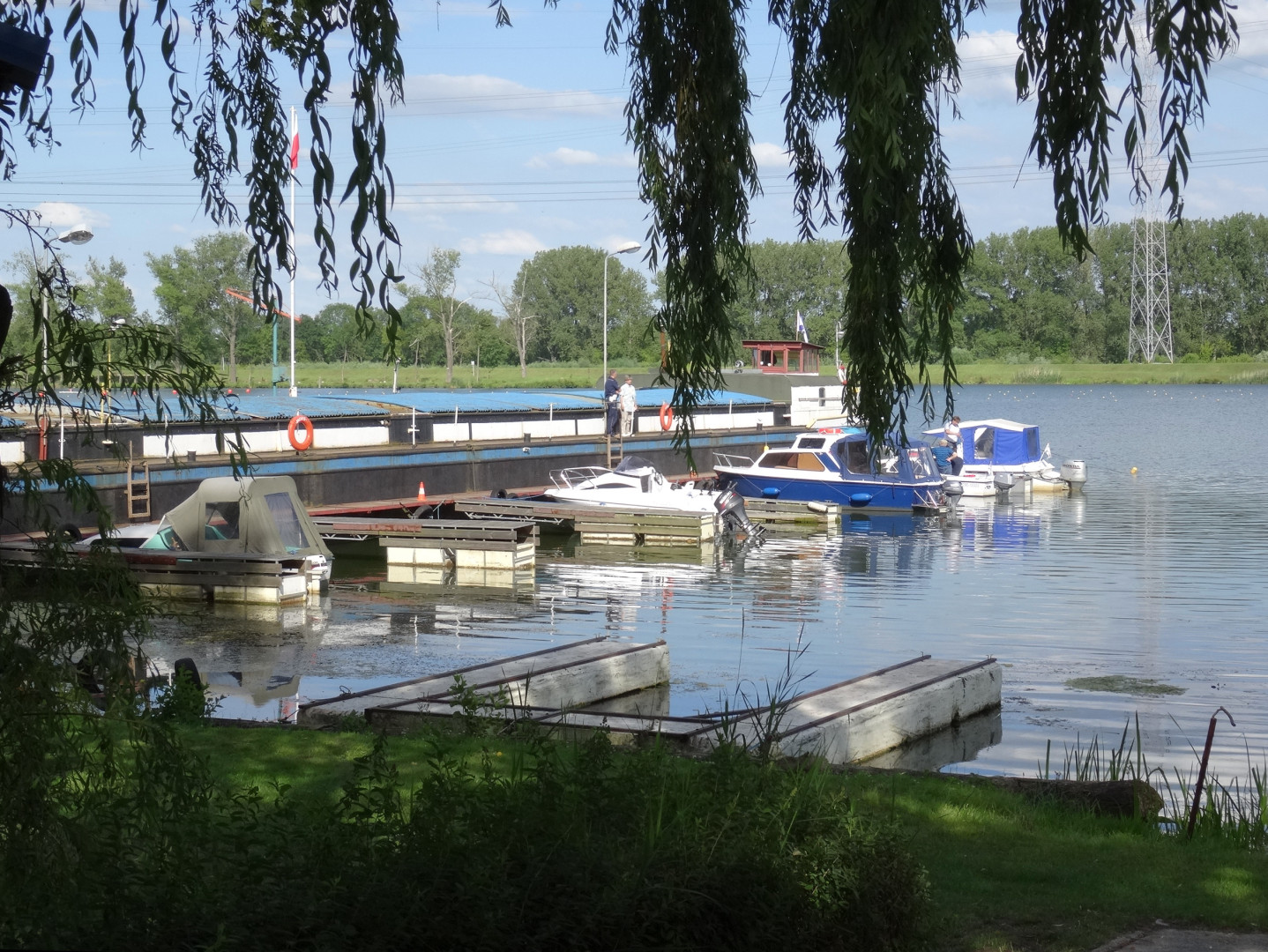
Przystań na torze regatowym

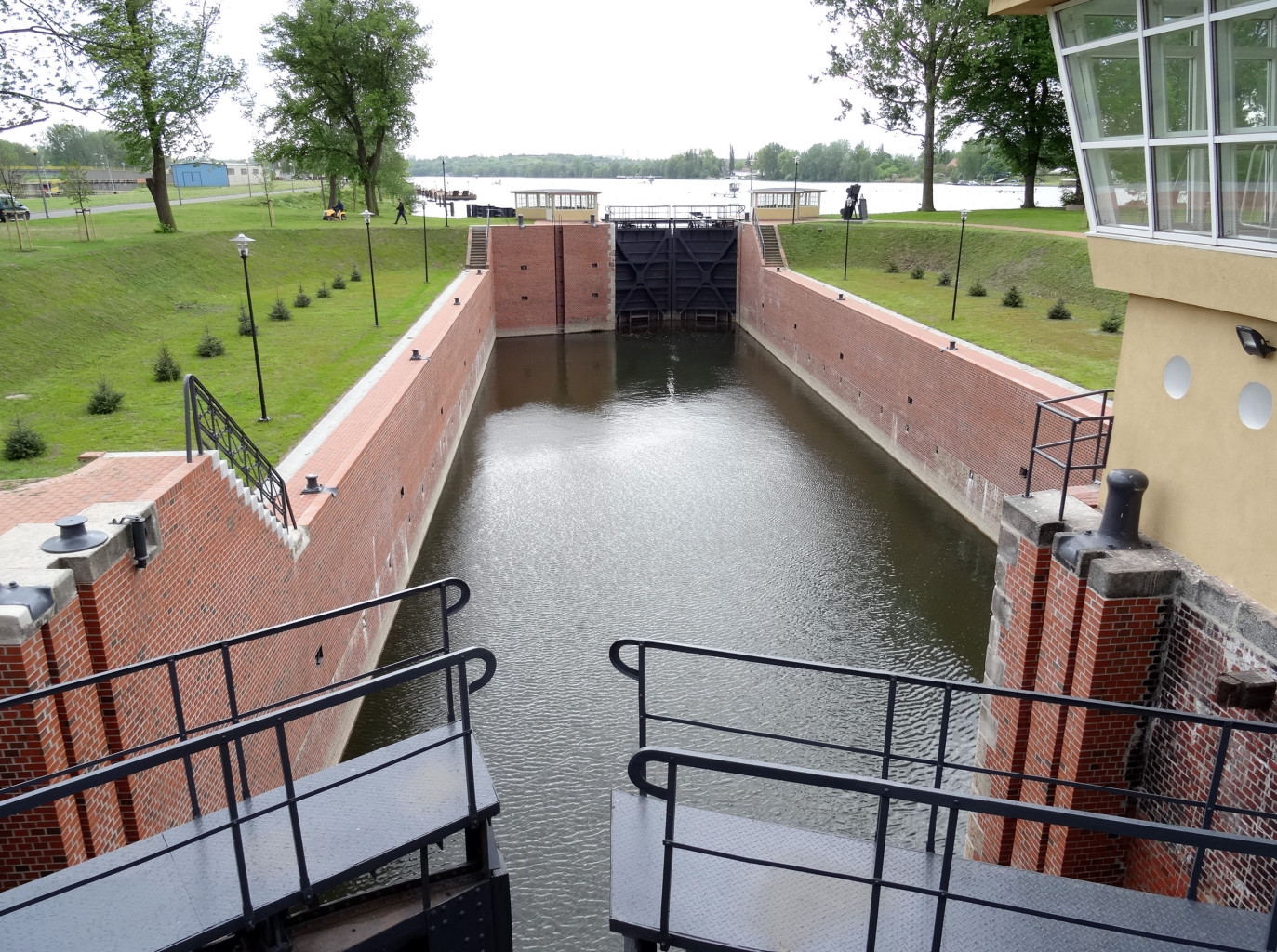
Zabytkowa śluza Brdyujście zamykająca akwen od strony Wisły

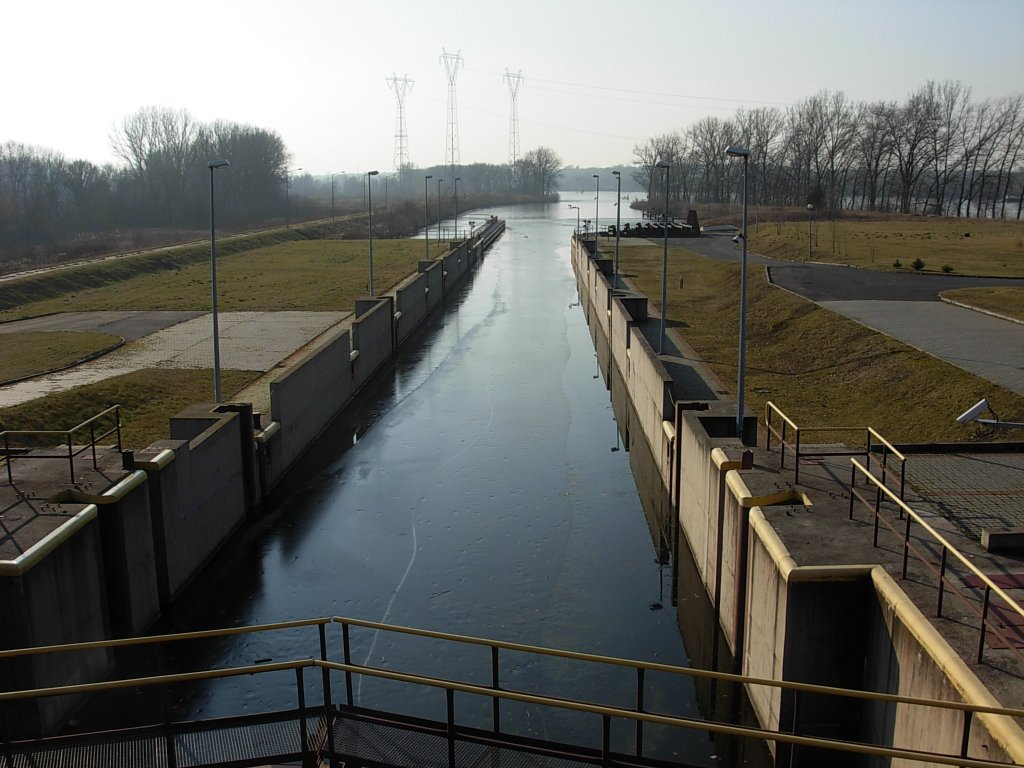
Śluza Czersko Polskie zbudowana w 1999 roku, przez którą można wpłynąć z akwenu na Wisłę

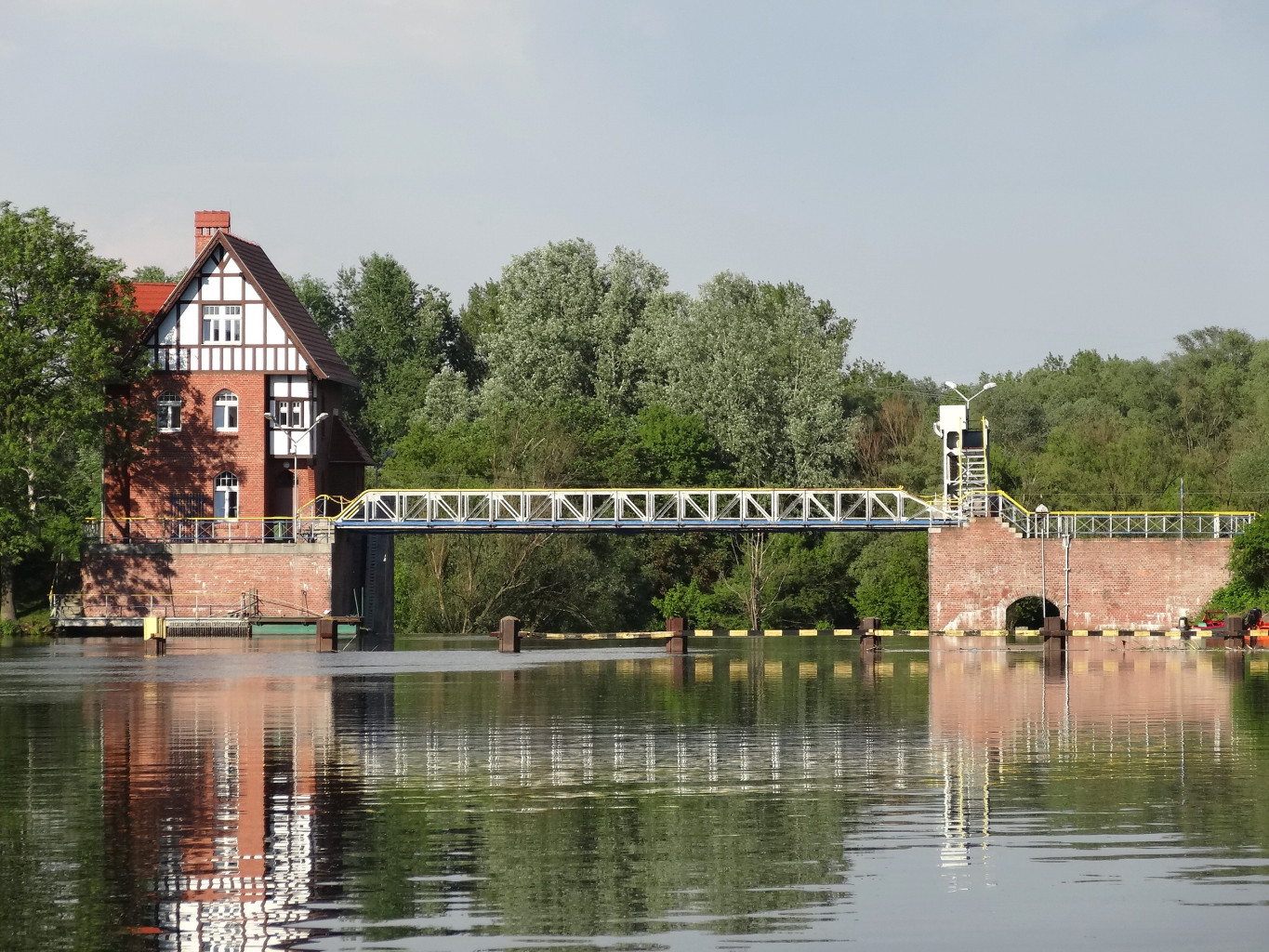
Jaz walcowy przy torze regatowym

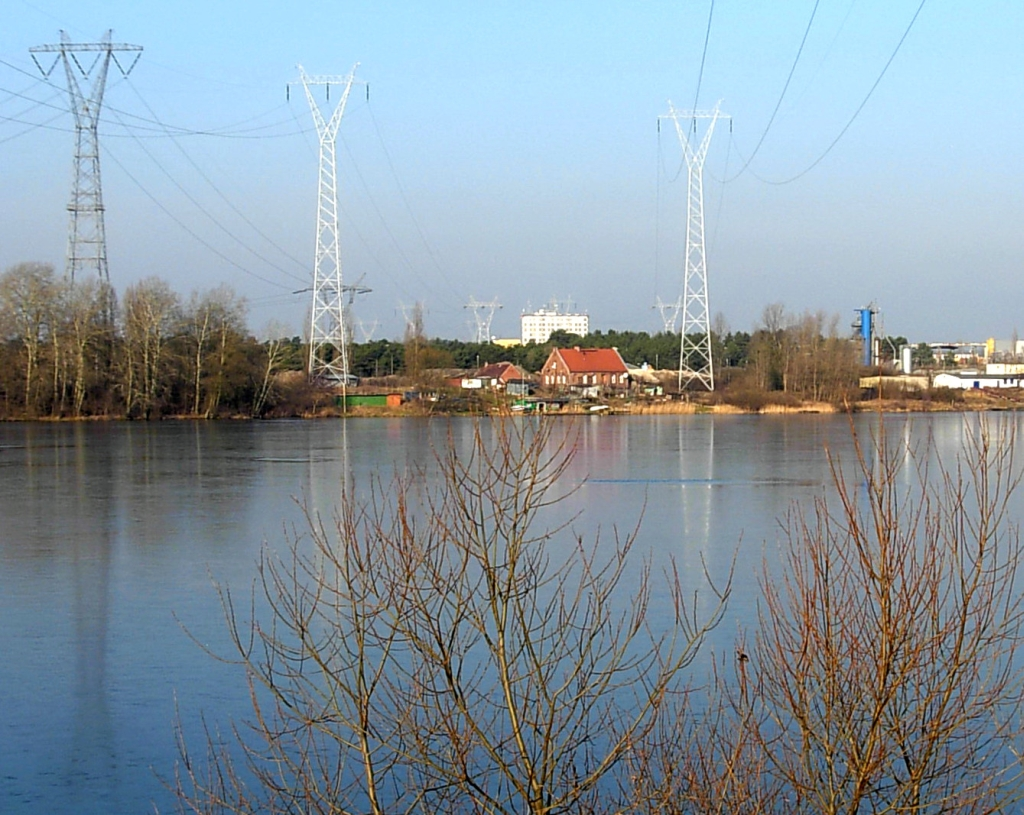
Fragment środkowej części akwenu. W oddali dawny biurowiec Rometu i linia przesyłowa z Elektrowni Konin.

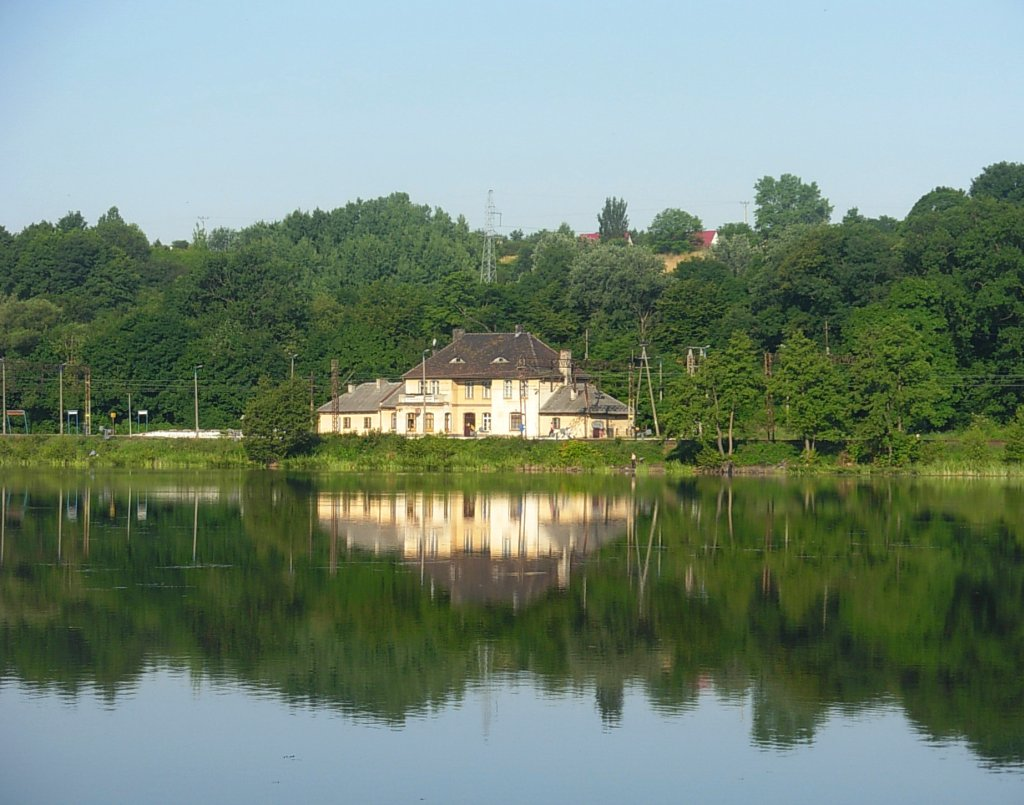
Odcięty groblą fragment tzw. "małego portu drzewnego". Widok na stację Bydgoszcz Łęgnowo. Powyżej tzw. Wzgórze Bolesława Krzywoustego

Tor regatowy w Bydgoszczy – zbiornik wodny położony w Bydgoszczy, w dolnym odcinku rzeki Brdy, wykorzystywany do uprawiania sportów wodnych.
Jest to najstarszy tor regatowy w Polsce, kreowany na krajowe centrum sportów wodnych w okresie międzywojennym. Obecnie należy do ważniejszych akwenów służących do rozgrywania regat wioślarskich i kajakarskich w Polsce. Tworzą go spiętrzone jazem walcowym wody rzeki Brdy, które zalały odcinek ujściowy rzeki. Zbiornik jest oddzielony od Wisły wałem oraz groblą. Wysokość piętrzenia wody wynosi ok. 3,7 metra.

## Lokalizacja
Tor regatowy znajduje się we wschodniej części Bydgoszczy, przy ul. Witebskiej 26, w obrębie jednostki urbanistycznej Brdyujście.

## Charakterystyka
Tor regatowy jest akwenem o rzucie zbliżonym do prostokąta, którego oś przebiega w przybliżeniu na kierunku północ-południe. Od wschodu do akwenu przylega wyspa oddzielająca tor od kanału ujściowego Brdy. Znajduje się tam kanał wiodący do śluzy Czersko Polskie, która jest pierwszym obiektem hydrotechnicznym drogi wodnej Wisła-Odra. Na południu znajduje się grobla oddzielająca tor od mniejszego akwenu, niewykorzystywanego dla regat, położonego tuż przy stacji kolejowej Bydgoszcz Łęgnowo, zwanego "małym portem drzewnym", bądź "karpnikiem". Na północy znajduje się meta toru regatowego oraz zabytkowa śluza Brdyujście czynna w latach 1879–2002, odrestaurowana w 2014 roku. Z kolei brzeg zachodni jest miejscem, gdzie wybudowano trybuny, wieżę sędziowską, hangary, parkingi oraz przystanie klubów żeglarskich. Tam również znajdują się zimowiska dla statków.
Od strony zachodniej akwen posiada wąską zatokę o długości 250 m, nad którą w 1890 wybudowano łukowy, ceglany most, istniejący w oryginalnej postaci do dziś.
Tor regatowy zajmuje obszar 60 ha, jego długość to około 2 km, a szerokość 330 m, co czyni go największym zbiornikiem wodnym w Bydgoszczy.

## Historia
Geneza toru regatowego w Bydgoszczy wiąże się z regulacją miejskiego odcinka Brdy, który od 1774 (po budowie Kanału Bydgoskiego) był elementem drogi wodnej Wisła-Odra. Wzrastający ruch żeglugowy oraz konieczność składowania dużych ilości drewna oczekującego na spław Kanałem Bydgoskim do Niemiec stworzył potrzebę budowy akwenu, który służyłby do tego celu, a zarazem ustabilizował poziom Brdy, konieczny dla żeglugi.

### Port drzewny (1879–1912)
Akwen został oddany do użytku 27 września 1879. Wtedy właśnie ukończono prace regulacyjne na Brdzie w obrębie drogi wodnej Wisła-Odra. Powstałe budowle hydrotechniczne: śluza Brdyujście, dwa jazy iglicowe oraz śluza Kapuściska spiętrzyły rzekę Brdę na jej ujściowym odcinku, wskutek czego wypełniła ona wodą rozległą dolinę o długości 1,65 km i szerokości 330 m. Akwen oddzielony od Wisły wałem o długości 3 km stanowił tzw. wewnętrzny port drzewny. W zbiorniku tym gromadzono drewno przeznaczone do przecierania w miejscowych tartakach oraz do transportu na zachód Kanałem Bydgoskim, co odbywało się w okresie od marca do listopada. Akwen służył również za zimowisko dla statków i barek.
W 1906 dokonano przebudowy stopni hydrotechnicznych w obrębie odcinka ujściowego Brdy. Usunięto stopień wodny „Kapuściska” (śluzę i jaz iglicowy), natomiast powiększono piętrzenie wody w Brdyujściu, zamieniając jaz iglicowy na walcowy. W rezultacie Port Drzewny został powiększony, a Brda na odcinku ujściowym rozlała się szerzej, zyskując formę zalewu. W ten sposób poszerzył się akwen do magazynowania drewna na korycie Brdy aż od ul. Spornej.
W tym czasie bydgoski Port Drzewny zaliczał się do najnowocześniejszych i największych w Niemczech. W niebywałym stopniu rozwinął się miejscowy przemysł drzewny. W 1906 spławiano przez Brdyujście ok. 4,8 mln m³ tego towaru, co stanowiło aż 33% rocznego dowozu drewna do Niemiec.

### Pierwsze regaty (1912–1920)
Na początku XX wieku na akwen zwróciły uwagę rozwijające się w Bydgoszczy kluby wioślarskie. Wbite w dno słupy drewniane służące do przywiązywania tratew stały się pierwszymi urządzeniami rozdzielającymi akwen na trzy pasma wody, na których mogły startować po dwie osady wioślarskie. Akwen, który umożliwiał start sześciu osad jednocześnie, zaliczał się wówczas do najlepszych torów w Niemczech. Pierwsze regaty zostały zorganizowane w 1912 pod nazwą Wschodnioniemieckie Regaty. Były rozgrywane corocznie do 1916, a uczestniczyły w nich liczne towarzystwa wioślarskie z całych Niemiec.

### Budowa infrastruktury (1920–1924)
Po przejściu Bydgoszczy pod władzę polską w 1920 i poszerzeniu granic miasta aż za Wisłę (Zawiśle), Bydgoskie Towarzystwo Wioślarskie wystąpiło z inicjatywą zaadaptowania toru regatowego na krajowe centrum sportów wodnych. Odtąd miały być tu rozgrywane corocznie Wszechpolskie Regaty Wioślarskie. Decyzja ta wynikała pośrednio z załamania handlu drewnem, co było związane z wojną celną polsko-niemiecką i podziale drogi wodnej Wisła-Odra granicą państwową. Wewnętrzny port drzewny nie był już intensywnie użytkowany gospodarczo, co umożliwiło jego przeznaczenie dla innych celów.
29 czerwca 1920 zorganizowano w Brdyujściu pierwsze zawody wioślarskie i kajakowe o mistrzostwo Polski, a w 1924 BTW wydzierżawiło w Brdyujściu restaurację z ogrodem, gdzie zorganizowano „letnisko wioślarskie” i przystań. Na wyspie dzielącej tor regatowy od Wisły w pobliżu mety w Łęgnowie zbudowano drewniane trybuny na 2500 widzów. Na brzegu wzniesiono hangary do magazynowania łodzi i kajaków oraz wieżę sędziowską. W efekcie naturalny tor regatowy, stał się największym i najnowocześniejszym obiektem tego typu w kraju. Wybudowane w ciągu dwóch miesięcy trybuny, zostały oddane do użytku w dniu 3 sierpnia 1924 podczas Wszechpolskich Regat, na których był obecny Prezydent RP Stanisław Wojciechowski.

### Okres świetności (1924 – 1945)
Regaty ogólnopolskie były organizowane w Brdyujściu corocznie aż do 1937. Tor był także miejscem rozgrywania regat międzynarodowych (1927, 1928, 1936, 1937, 1938). W 1929 na torze regatowym rozegrano mistrzostwa Europy w wioślarstwie. Polska osada, złożona z bydgoszczan, członków BTW, brązowych medalistów olimpiady w Amsterdamie z 1928, zdobyła m.in. brązowy medal w czwórce bez sternika. Przez dwa dni zawody oglądało wtedy 30 tys. ludzi, co do dzisiaj jest rekordem niepowtórzonym na regatach wioślarskich w Polsce.
Przy tej okazji trybuny powiększono, a magistrat przejął je na własność. Akwen był podzielony na tory wodne i miał wodę stojącą. Mankamentem była jego długość, wynosząca 1,8 km, co nie pozwalało rozgrywać zawodów na dystansie 2000 m.
W 1927 roku na torze odbyły się pierwsze pływackie długodystansowe mistrzostwa Polski.
W okresie wojny nastąpiła dewastacja toru, a trybuny zostały spalone w 1945 przez żołnierzy radzieckich.

### Pierwsza przebudowa toru (1945-1957)
Od 1945 do 1952 na torze w Brdyujściu rozgrywano corocznie regaty krajowe o Mistrzostwo Polski. Później wybudowany tor Malta w Poznaniu oraz unowocześnienie wyposażenia torów w Kaliszu, Kruszwicy i Szczecinie odebrało Bydgoszczy wyłączne prawo organizacji mistrzostw Polski. Aby tor w Brdyujściu dorównał nowym obiektom w kraju i nadawał się do rozgrywania zawodów międzynarodowych, w połowie lat 50. XX w. przystąpiono do jego gruntownego unowocześnienia. Projekt przebudowy przewidywał przedłużenie toru do 2000 m poprzez odwrócenie dotychczasowych funkcji tj. zmiany osi toru oraz przeniesienie mety z Łęgnowa do Brdyujścia i zlokalizowanie tam trybun i wioski zawodniczej. Poza tym wymagane było pogłębienie toru do 3 m, zbudowania pomostu startowego w Łęgnowie wraz z wałem ochraniającym jaz, usunięcia pali drewnianych z dna akwenu, zbudowania pomieszczeń sędziowskich oraz skarpy na mecie, gdzie miały powstać nowe trybuny. Wszystkie zaplanowane prace wykonano w latach 1957-1958.

### Modernizacje po 1957
Po dokonanej przebudowie tor mierzył 2,04 + 0,39 km. Nie była to jeszcze długość wymagana przez FISA, bowiem zabrakło do pełnego wymiaru 56,5 m. Nie dało się tego wykonać z uwagi na możliwość przecieku przez wał na mecie. W 1958 organizację regat o mistrzostwo Europy przyznano Poznaniowi, mimo że na torze Malta również nie było jeszcze wszystkich wymaganych parametrów technicznych.
W latach 60. XX w. wykonano drugi etap przebudowy toru regatowego: w 1966-1968 pomost odjazdowy, w 1969 ogrodzenie całego terenu wioski z parkingami i mety, w 1969-1971 drogi dojazdowe, postawiono stojaki dla 200 łodzi oraz 20 masztów. W latach 1957–1968 na torze odbywały się co kilka lat regaty o mistrzostwo Polski.
W 1977 przy okazji przygotowań do Ogólnopolskiej Spartakiady Młodzieży w Bydgoszczy powołano Społeczny Komitet Budowy Toru Regatowego w Brdyujściu, który dokonał trzeciej przebudowy toru. Większość prac obejmujących m.in. zmianę osi toru na przekątną linii akwenu do wydłużyło ją o 30 m, trybuny dla 4 tys. widzów, szatnie dla 400 zawodników, wieżę sędziowską, olinowanie, wieżyczki sędziowskie do mierzenia czasów (500, 1000 i 1500 m), pomost startowy z wieżyczką dla startera, nowe stojaki dla łodzi zakończono na dzień przed terminem imprezy (10 lipca 1979). Dalsze prace modernizacyjne nie doprowadziły jednak do odpowiedniego wydłużenia toru według wymogów FISA, gdyż nie można było naruszyć grobli dzielącej tor od Wisły. W latach 70. przeprowadzono również prace bagrownicze, konieczne z powodu wypłycania akwenu poprzez zbierające się na dnie osady oraz zarastanie przez rośliny wodne.
Czwarty etap rozbudowy i modernizacji toru wiąże się z przyznaniem Bydgoszczy organizacji Mistrzostw Europy w Kajakarstwie juniorów na rok 1983. Wykonane prace obejmowały m.in. częściowe zadaszenie trybun, budowę sekretariatu, wykonano schody, tarasy i balustrady oraz postawiono nowe maszty i budki dla starterów.
Piąty etap przebudowy miał miejsce w latach 1996-1997. Zburzono wtedy stalową wieżę sędziowską na mecie, a w zamian zbudowano nowy budynek administracyjny z trzypiętrową wieżą sędziowską, lepiej wkomponowaną w panoramę mety. Poza tym wyprofilowano linię brzegową oraz zamontowano nowe siedzenia na głównej trybunie.
Kolejne modernizacje przeprowadzano od 2000 roku. W czerwcu 2004 zakupiono m.in. maszyny startowe zamontowane na 500 m i 1000 m. W 2007 wyremontowano wszystkie szatnie i trybuny, a w 2008 wymieniono stalowe liny wytyczające tory. W tym czasie zbiornik oczyszczono z osadów, w których stwierdzono podwyższoną zawartość metali ciężkich.
W latach 2015-2018 przeprowadzono szereg prac modernizacyjnych. Poszerzono akwen mety, zmieniono system startowy, przebudowano kolejny raz wieżę sędziowską, a w roku 2018 kosztem 4 mln zł powstał nowy hangar na łodzie o powierzchni blisko 600 metrów i zadaszona trybuna na ponad 300 miejsc siedzących.

## Stan po 2012
Tor jest miejscem organizacji zawodów wioślarskich i kajakowych rangi krajowej oraz międzynarodowej (np. w 2007 r. Międzynarodowe Regaty Juniorów). Aby akwen w Brdyujściu odpowiadał wszystkim wymogom FISA i mógł liczyć na przyznanie organizacji dużych imprez międzynarodowych, do wykonania pozostaje jeszcze szereg modernizacji, m.in. budowa wieży sędziowskiej na starcie, oznakowanie systemem Albano, wykonanie wysuwanych pomostów i tablic naprowadzających łodzie oraz elektronicznej tablicy świetlnej.
Właścicielem toru od 2004 była Astoria Bydgoszcz, od 2007 UKS Pałac Młodzieży. W 2012 obiekt znajdował się w gestii miejskiej jednostki organizacyjnej – hali sportowo-widowiskowej "Łuczniczka". Zakupiono nowe pomosty, maszyny startowe i kosiarkę do wodorostów. Na terenie obiektu znajduje się, spełniająca standardy, wieża sędziowska z bufetem, pawilony wyposażone w łazienki i szatnie, trybuny dla gości oraz duży parking.
Z uwagi na wypłycanie się toru, spowodowanego zamknięciem starej śluzy i brakiem ruchu wody w końcowej części akwenu, Urząd Miasta ogłosił przetarg na zaprojektowanie przepustu łączącego tor z wodami Wisły, co pozwoli stworzyć lepsze warunki do rozgrywania zawodów. Uzyskany zostanie w ten sposób efekt tłumienia fal na linii mety oraz ruch wody w końcowej części toru, co będzie zapobiegać jego zamulaniu i zbieraniu się osadów. Zakłada się, że na przepuście powstanie kolejna mała elektrownia wodna.
W rejonie ul. Witebskiej planowane jest także stworzenie miejsca rekreacji dla mieszkańców: plaży, miejsca do grillowania i biwakowania, wypożyczalni sprzętu wodnego oraz parkingu. Dostęp do akwenu jest ograniczony przez ogrodzenia klubów żeglarskich zajmujących zachodni brzeg. Przejście na wyspę graniczącą od wschodu jest możliwe dopiero po uzgodnieniach z właścicielem terenu - Regionalnym Zarządem Gospodarki Wodnej w Gdańsku – Nadzorem Wodnym w Bydgoszczy.

## Przystanie żeglarskie
Tor regatowy w Bydgoszczy jest obecnie liczącym się akwenem żeglarskim w województwie kujawsko-pomorskim.

## Tor regatowy w Planie Rewitalizacji Bydgoskiego Węzła Wodnego
W 2006 władze miasta Bydgoszczy opracowały kompleksowy Program Rewitalizacji Bydgoskiego Węzła Wodnego, który ma służyć wyeksponowaniu nadrzecznego położenia miasta na skrzyżowaniu szlaków wodnych. W opracowaniu tym uwzględniona jest potrzeba wydłużenia i unowocześnienia toru regatowego zgodnie z wymogami międzynarodowymi, jak również budowa największej w mieście mariny w otoczeniu starej śluzy „Brdyujście” oraz udostępnienie otoczenia toru dla spacerów, rekreacji, sportu. Wydłużenie akwenu ma polegać na likwidacji grobli, którą wiedzie ul. Toruńska i włączeniu w skład toru regatowego leżącego za nią zbiornika wodnego tzw. „małego portu drzewnego”. Długość toru regatowego osiągnie wówczas wartość 2,3 km, zaś poprawie ulegnie standard zagospodarowania okolicznego terenu. Potencjał funkcjonalno-krajobrazowy tego obszaru zostanie wykorzystany poprzez budowę bulwarów, promenad, parkingów i zaplecza gastronomicznego i parkowego.
Przebudowa toru regatowego w Brdyujściu znalazła się w wykazie projektów kluczowych Bydgoskiego Obszaru Funkcjonalnego do realizacji w okresie 2015-2020

## Imprezy na torze regatowym
Poniżej niepełna lista imprez organizowanych na torze regatowym w Bydgoszczy.

### Międzynarodowe
- Mistrzostwa Europy w wioślarstwie (16-19 sierpnia 1929) – brało w nich udział 100 zawodników z 11 reprezentacji narodowych, zawody obserwowało 30 tys. widzów[12]
- Mistrzostwa Europy Juniorów w kajakarstwie - 1983
- Regaty międzynarodowe - w latach 1927, 1928, 1936, 1937, 1938

### Krajowe
- Mistrzostwa Polski w wioślarstwie – w latach 1920–1937, 1945–1947, 1949, 1950, 1960
- Mistrzostwa Polski w kajakarstwie – w latach 1958, 1959, 1986, 1987, 1990, 2001, 2002, 2004, 2008, 2013; poza tym wielokrotnie Młodzieżowe Mistrzostwa Polski oraz Mistrzostwa Polski Juniorów
- Mistrzostwa Polski w kajak-polo – 2000, 2001, 2002, 2003, 2005
- Mistrzostwa Polski w pływaniu długodystansowym - w latach 1927, 1931 i 1938

### Ważniejsze imprezy w latach 1920-1953
Poniżej wybrane imprezy na torze regatowym w porządku chronologicznym:
- 1920
  - 29 czerwca – I Wszechpolskie Regaty o Mistrzostwo Polski; czwórka Bydgoskiego Towarzystwa Wioślarskiego w składzie: Leon Twardowski, Jan Witecki, Wiktor Bross, Paweł Twardowski ze sternikiem zdobyła trzecie miejsce i brązowy medal
- 1921
  - 3 lipca – II Wszechpolskie Regaty o Mistrzostwo Polski; załoga BTW w osobach: Leon Twardowski, Witecki, Golc i Paweł Twardowski w biegu czwórek zdobyła tytuł mistrza Polski wraz z pucharem „Sokoła Krakowskiego”
- 1922
  - 15 sierpnia – III Wszechpolskie Regaty o Mistrzostwo Polski (międzynarodowe). Po raz drugi nagrodę mistrza Polski i puchar „Sokoła Krakowskiego” otrzymała załoga BTW
- 1923
  - lipiec – IV Wszechpolskie Regaty o Mistrzostwo Polski; brało w nich udział 15 towarzystw wioślarskich oraz 45 osad
- 1924
  - 7 i 8 czerwca – biegi kwalifikacyjne na olimpiadę w Paryżu
  - sierpień – V Wszechpolskie Regaty o Mistrzostwo Polski; na nowo zbudowanych trybunach zasiadł prezydent Rzeczypospolitej Stanisław Wojciechowski oraz rzesza 5 tys. widzów, która przybywając na imprezę samochodami i powozami zatarasowała pobliskie drogi na przestrzeni dwóch kilometrów
- 1925
  - sierpień – VI Wszechpolskie Regaty o Mistrzostwo Polski; załoga BTW w składzie: Bolesław Drewek, Leon Birkholc, Figurski, Janik i sternik Brzeziński zdobyła dwa pierwsze miejsca w czwórkach półwyścigowych nowicjuszy i czwórkach nowicjuszy.
- 1926
  - sierpień – VII Wszechpolskie Regaty o Mistrzostwo Polski; czwórka ze sternikiem BTW zdobyła tytuł mistrza Polski.
- 1927
  - lipiec – długodystansowe mistrzostwa pływackie okręgu
  - 30-31 sierpnia – VIII Wszechpolskie Regaty o Mistrzostwo Polski w obsadzie międzynarodowej; startowali reprezentanci 10 klubów zagranicznych i 21 krajowych; tytuł mistrza Polski przypadł załodze czwórce bez sternika BTW w składzie: Drewek, Napierała, Młodyszewski, Jankowski;
- 1928
  - 22 lipca – regaty kwalifikacyjne do Igrzysk Olimpijskich w Amsterdamie; czwórka BTW uzyskała 1. miejsce i zakwalifikowała się do udziału w Igrzyskach.
  - sierpień – IX Wszechpolskie Regaty o Mistrzostwo Polski
- 1929
  - 4 sierpnia – X Wszechpolskie Regaty o Mistrzostwo Polski; zwycięstwo w czwórkach odniosła załoga BTW
  - 16-19 sierpnia – Mistrzostwa Europy w wioślarstwie; wystartowało w nich 11 reprezentacji narodowych ze 152 zawodnikami w 35 osadach. W klasyfikacji państw pierwsze miejsce zajęły Włochy (17 pkt.) przed Holandią i Polską (po 5 pkt). Jedna z polskich osad – czwórka bez sternika złożona z zawodników BTW, w której trzech wioślarzy to brązowi medaliści olimpijscy z Amsterdamu 1928 (Franciszek Bronikowski, Leon Birkholc, Edmund Jankowski, szlakowego Bernarda Romanowskiego zastąpił Jerzy Braun). Osada w swoim wyścigu zajęła trzecie miejsce, zdobywając dla Polski brązowy medal. Zmaganiom wioślarzy towarzyszyło dziennie średnio po 30 tys. widzów. Gala zakończenia mistrzostw miała miejsce w Teatrze Miejskim. Prezydent FISA Rico Fioroni wręczył złote medale wiceprezydentowi miasta Tadeuszowi Chmielarskiemu, członkom magistratu Bydgoszczy, dyrektorowi Zarządu Dróg Wodnych inż. Stanisławowi Tychoniewiczowi, działaczom BTW oraz prezesowi Miejskiego Komitetu Wychowania Fizycznego i Przysposobienia Wojskowego por. Marcinowi Matuszewskiemu
- 1930
  - sierpień – XI Wszechpolskie Regaty o Mistrzostwo Polski
- 1931
  - 25-26 lipca – XII Wszechpolskie Regaty o Mistrzostwo Polski; pierwszy znaczący sukces (wicemistrzostwo Polski) osiągnęła czwórka Bydgoskiego Klubu Wioślarek
- 1932
  - 17 lipca – pierwsze regaty żeglarskie i kajakowe o mistrzostwo Pomorza w Brdyujściu zorganizowane przez 16 Harcerską Drużynę Żeglarską; brały w nich udział sekcje KKW, Sokoła VI, Harcerstwa, Inspektoratu Dróg Wodnych i wiele osób niestowarzyszonych
  - 14-15 sierpnia – XIII Wszechpolskie Regaty o Mistrzostwo Polski; mistrzostwo Polski zdobyła czwórka BTW w składzie: B. Ormanowski, F. Krause, J. Laszkiewicz, E. Ciesielski oraz czwórka BKW w składzie: J. Świetlik, M. Zaremba, C. Zaremba, Ł. Kaczmarek, J. Molska (sternik)
- 1933
  - 5-6 sierpnia – XIV Wszechpolskie Regaty o Mistrzostwo Polski; pierwsze miejsce wywalczyła ósemka BTW w składzie: Marcin Ciechanowski, Feliks Krause, Bernard Ormanowski, Tadeusz Szrajda, Edmund Treuchel, Leonard Zieliński, Leon Birkholc, Edmund Ciesielski, sternik Hieronim Cegielski (później ósemka reprezentowała Polskę w mistrzostwach Europy w Budapeszcie)
- 1934
  - 21-22 lipca – XV Regaty Związkowe o Mistrzostwo Polski; złote medale wywalczyły: czwórka ze sternikiem i ósemka BTW (później czwórka reprezentowała Polskę w mistrzostwach Europy w Lucernie)
- 1935
  - 3-4 sierpnia – XVI Regaty Związkowe o Mistrzostwo Polski; złote medale wywalczyły: czwórka ze sternikiem (J. Braun, M. Pasikowski, M. Ciechanowski, T. Szrajda, sternik H. Cegielski) i ósemka BTW (wyżej wymienieni plus: L. Birholc, F. Krause, B. Ormanowski, E. Broniec)
- 1936
  - 25-26 lipca – XVII Regaty Związkowe o Mistrzostwo Polski; złoty medal wywalczyła czwórka BKW oraz ósemka ze sternikiem BTW w składzie: B. Dondajewski, T. Szrajda, M. Kokot, A. Janowski, E. Treuchel, A. Dominiak, M. Lorenc, M. Parzysz, sternik H. Cegielski. W mistrzostwach uczestniczyło 77 osad z 27 klubów, łącznie 330 wioślarzy i 35 wioślarek. Zwyciężyło BTW zdobywając największą ilość punktów (196). W biegu jedynek tytuł mistrza Polski uzyskał Roger Verey, a w klasie pań Krynicka z Wisły Grudziądz. Regaty w Brdyujściu zainaugurowały imprezy związane z tzw. Tygodniem Bydgoszczy.
- 1937
  - 31 lipca-1 sierpnia – XVIII Regaty Związkowe o Mistrzostwo Polski; złoty medal uzyskała ósemka ze sternikiem BTW
- 1938
  - 10 lipca – regaty międzynarodowe (od tego roku regaty o mistrzostwo Polski przeniesiono na jezioro Witobelskie pod Poznaniem) w obsadzie 476 wioślarzy i 5-tysięcznej publiczności. Zwyciężył Bydgoski Klub Wioślarek. Na trybunach zasiedli m.in. gen. Wiktor Thommée, wojewoda pomorski Władysław Raczkiewicz, starosta bydgoski Zygmunt Julian Suski, prezydent Bydgoszczy Leon Barciszewski, hr. Zamojski – prezes. Międzynarodowej Federacji Gimnastycznej.
- 1939
  - 22-23 lipca – ostatnie przedwojenne międzynarodowe regaty na torze w Brdyujściu; konkurencję czwórek wygrała załoga Kolejowego Klubu Wioślarskiego zwyciężając załogę Duńczyków
- 1945
  - 12 sierpnia – pierwsze po wojnie XXI Regaty o Mistrzostwo Polski w Wioślarstwie połączone z regatami kajakowymi (pierwsze Kajakowe Mistrzostwa Polski). Uczestniczyło w nich 226 zawodników z 16 klubów. Czwórka kobiet BTW wywalczyła mistrzostwo, czwórka mężczyzn – wicemistrzostwo, a ósemka mężczyzn – brązowy medal. W klasyfikacji klubów wygrała Bydgoszcz (144 pkt.), przed Kaliszem (61) i Krakowem (35).
- 1946
  - 17-18 sierpnia – XXII Regaty o Mistrzostwo Polski. Pierwsze miejsce zajęło Bydgoskie Towarzystwo Wioślarskie (229 pkt.) przed KKW Bydgoszcz (122) i AZS Kraków (64).
- 1947
  - sierpień – XXIII Regaty o Mistrzostwo Polski. Pierwsze miejsce w punktacji ogólnej zdobyło BTW (178 pkt), drugie KKW Bydgoszcz, trzecie TW Płock, a czwarte AZS Kraków. Osady bydgoskie uzyskały łącznie 345 pkt., podczas gdy pozostałe z całej Polski 347 pkt.
- 1948
  - 6 czerwca – eliminacje olimpijskie; zwyciężyło BTW Bydgoszcz przed TW Płock i KKW Bydgoszcz
  - 19 września – mecz wioślarski Polska-Szwecja (4:2), które oglądało 6 tys. widzów. Biegi czwórek i ósemek wygrały osady BTW z Bydgoszczy.
- 1949
  - 24 lipca – regaty międzynarodowe z udziałem osad polskich, węgierskich i czeskich; osady BTW w 10 biegach zajęły 5 pierwszych, 3 drugie i 2 trzecie miejsca.
  - 6 sierpnia – XXV Mistrzostwa Polski w wioślarstwie z udziałem 400 wioślarzy z 18 klubów. W ogólnej punktacji zwyciężył BTW Bydgoszcz.
- 1950
  - 13 sierpnia – XXVI Mistrzostwa Polski w wioślarstwie z udziałem 513 zawodników. BTW zdobyło 2 tytuły mistrzowskie, mistrzem w ósemkach zostało KKW Bydgoszcz, a w jedynkach Teodor Kocerka.
- 1951
  - 1 lipca – wioślarskie mistrzostwa okręgu pomorskiego z udziałem 350 zawodników. Pierwsze miejsce zdobyła Stal Bydgoszcz (dawne BTW), przed KKW Bydgoszcz i Unią Kruszwica.
- 1952
  - 15 czerwca – wioślarskie mistrzostwa okręgu pomorskiego. Pierwsze miejsce zajął OWKS Bydgoszcz przed KKW Bydgoszcz i Budowlanymi Toruń.
- 1953
  - 25-26 lipca – wioślarskie mistrzostwa okręgu pomorskiego; wygrała Stal Bydgoszcz.